# Comme toi (chanson de Jean-Jacques Goldman)
Pour les articles homonymes, voir Comme toi.
Singles de Jean-Jacques Goldman
Quand la musique est bonne
(1982) Au bout de mes rêves
(1983)
Pistes de Jean-Jacques Goldman (Minoritaire)
Au bout de mes rêves Toutes mes chaînes
Comme toi est une chanson de Jean-Jacques Goldman, sortie en 1982 sur l'album Jean-Jacques Goldman (Minoritaire). Il y présente une jeune enfant juive victime de la Shoah. 

## Histoire
L'idée de cette chanson est venue à Jean-Jacques Goldman en regardant la photo d'une petite fille (qui ne s'appelait pas forcément Sarah), dans un album de famille de sa mère qui était née en Allemagne.
D'origine juive polonaise, Goldman marque son attachement aux pays d'Europe de l'Est et à leurs traditions musicales ; il ne joue pas le solo de violon dans la première version de la chanson, mais s'en chargera dans ses concerts.
Le single sera certifié disque d'or en 1983 pour plus de 500 000 exemplaires vendus. 
Au printemps 1983 est publié un 45 tours en Espagne sur lequel on peut entendre Jean-Jacques Goldman chanter en espagnol une adaptation signée B. Francés de Comme toi qui s'intitule Como tu. Elle ne rencontre pas un franc succès malgré l'inscription au recto de la pochette : « Nro. 1 en Francia », ce qui signifie « numéro 1 en France ». 
Le roman de Tatiana de Rosnay Elle s'appelait Sarah (2008), qui raconte l'histoire d'une fillette victime de la rafle du Vélodrome d'Hiver, emprunte son titre à un passage de la chanson de Goldman.
En 2012, Amel Bent l'a reprise dans l'album Génération Goldman.
En 2020, l'historien Ivan Jablonka a rendu hommage à cette chanson, écrivant qu'« aucune lecture, aucun colloque n’a jamais diminué le respect » qu'il lui porte. Selon lui, en effet, elle évoque l'événement de la Shoah « avec la pudeur qu’il requiert, l’absence des mots "juive", "guerre" et "nazis" empêchant presque de saisir le sens des paroles ».

## Classement
| Classement (1983) | Meilleure place |
| ----------------- | --------------- |
| France (IFOP)     | 4               |